# Biblioteca Britanică
British Library (LB) este biblioteca națională a Regatului Unit. Este situată în Londra și este una dintre cele mai prestigioase biblioteci la nivel mondial.